# Melvin Ajinça
Melvin Pierre Ajinça, né le 26 juin 2004 à Villeneuve-Saint-Georges dans le Val-de-Marne, est un joueur français de basket-ball évoluant au poste d'ailier.

## Biographie

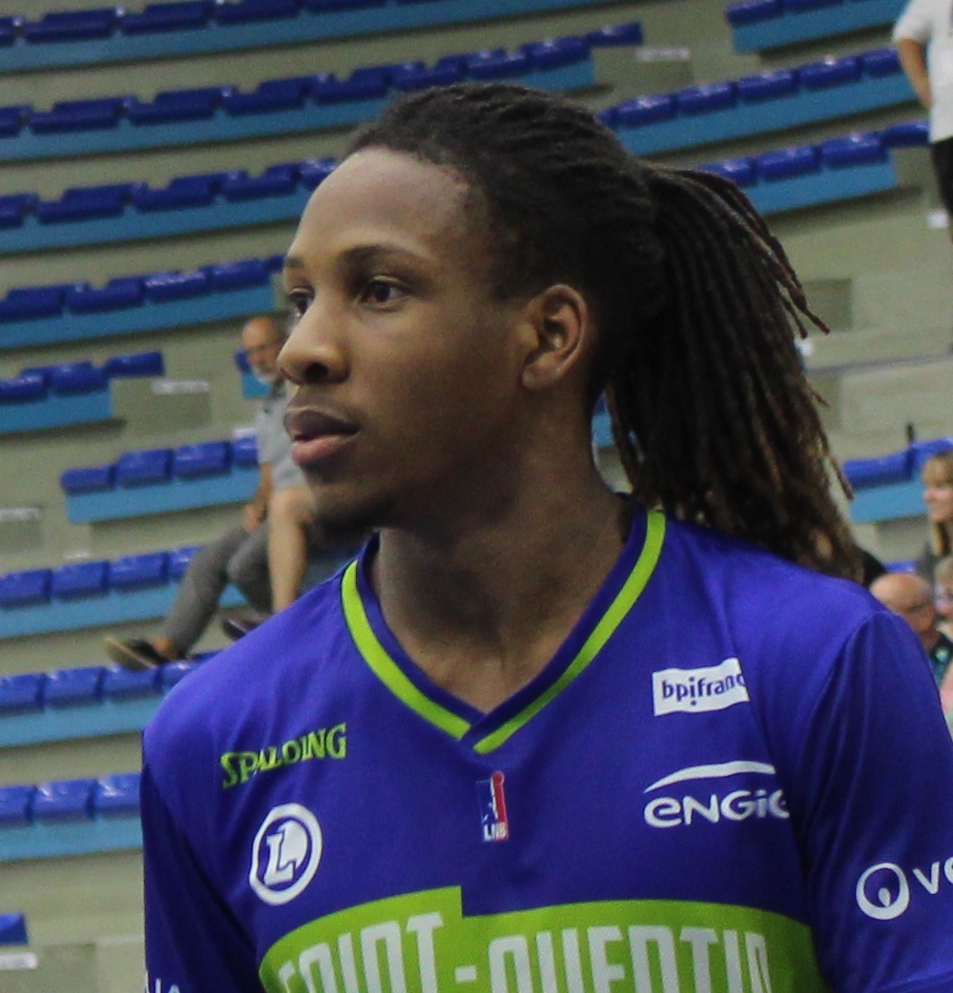

Melvin Ajinça est le cousin d'Alexis Ajinça, ancien joueur de l'équipe de France de basket-ball.
Après avoir joué pendant trois années au centre fédéral de basket-ball, il décide, en juillet 2022, de commencer sa carrière professionnelle avec le club de Saint-Quentin en Pro B.
En avril 2024, Ajinça annonce son inscription à la draft 2024 de la NBA. Il est sélectionné par les Knicks de New York en 51e position de la draft puis transféré aux Mavericks de Dallas.
Le 23 juillet 2024, après avoir disputé la Summer League avec les Mavericks, il signe avec l'ASVEL Lyon-Villeurbanne.

## Équipes de France jeunes
Sélectionné en équipe de France U18 en 2021, il joue les cinq matches de qualification de l'Euro U18 (moyenne de 7 points par match).

## Clubs professionnels
- 2022-2024 :  Saint-Quentin (Pro B puis Betclic Élite)[6]
- 2024-2025 :  ASVEL Lyon-Villeurbanne (Betclic Élite)

## Palmarès

### En sélection nationale
- Médaille d’argent de la coupe du monde des moins de 19 ans en 2023

### En club
Pôle France
- Vainqueur de l'Adidas Next Generation Tournament (en) à Varèse en avril 2022 et élu dans le cinq majeur du tournoi

 Saint-Quentin Basket-Ball :
- Élu meilleur jeune de Pro B en 2023
- Champion de Pro B saison  2022-2023 avec Saint-Quentin Basket-Ball
- Élu meilleur jeune de Betclic Élite des mois de septembre 2023 et février 2024

### Sur la scène internationale
- Sélectionné pour représenter la France au Nike Hoop Summit 2024